# Fleuré (Vienne)
Fleuré ist eine französische Gemeinde im Département Vienne in der Region Nouvelle-Aquitaine. Sie zählt 1.108 Einwohner (Stand: 1. Januar 2022) und ist Teil des Kantons Vivonne (bis 2015: Kanton La Villedieu-du-Clain) im Arrondissement Poitiers. Die Einwohner werden Fleuréens genannt.

## Geografie
Fleuré liegt etwa 17 Kilometer südöstlich von Poitiers. Umgeben wird Fleuré von den Nachbargemeinden Tercé im Norden und Nordosten, Valdivienne im Osten, Lhommaizé im Osten und Südosten, Dienné im Süden, Vernon im Südwesten, Nieuil-l’Espoir im Westen sowie Savigny-Lévescault im Nordwesten.
Durch die Gemeinde führt die Route nationale 147.

## Bevölkerungsentwicklung
| Jahr                      | 1962 | 1968 | 1975 | 1982 | 1990 | 1999 | 2006 | 2013 |
| Einwohner                 | 468  | 423  | 433  | 633  | 745  | 802  | 978  | 1069 |
| Quelle: Cassini und INSEE |      |      |      |      |      |      |      |      |

## Sehenswürdigkeiten
- Kirche Saint-Martin aus dem 19. Jahrhundert
- Kapelle Saint-Thibault aus dem 19. Jahrhundert

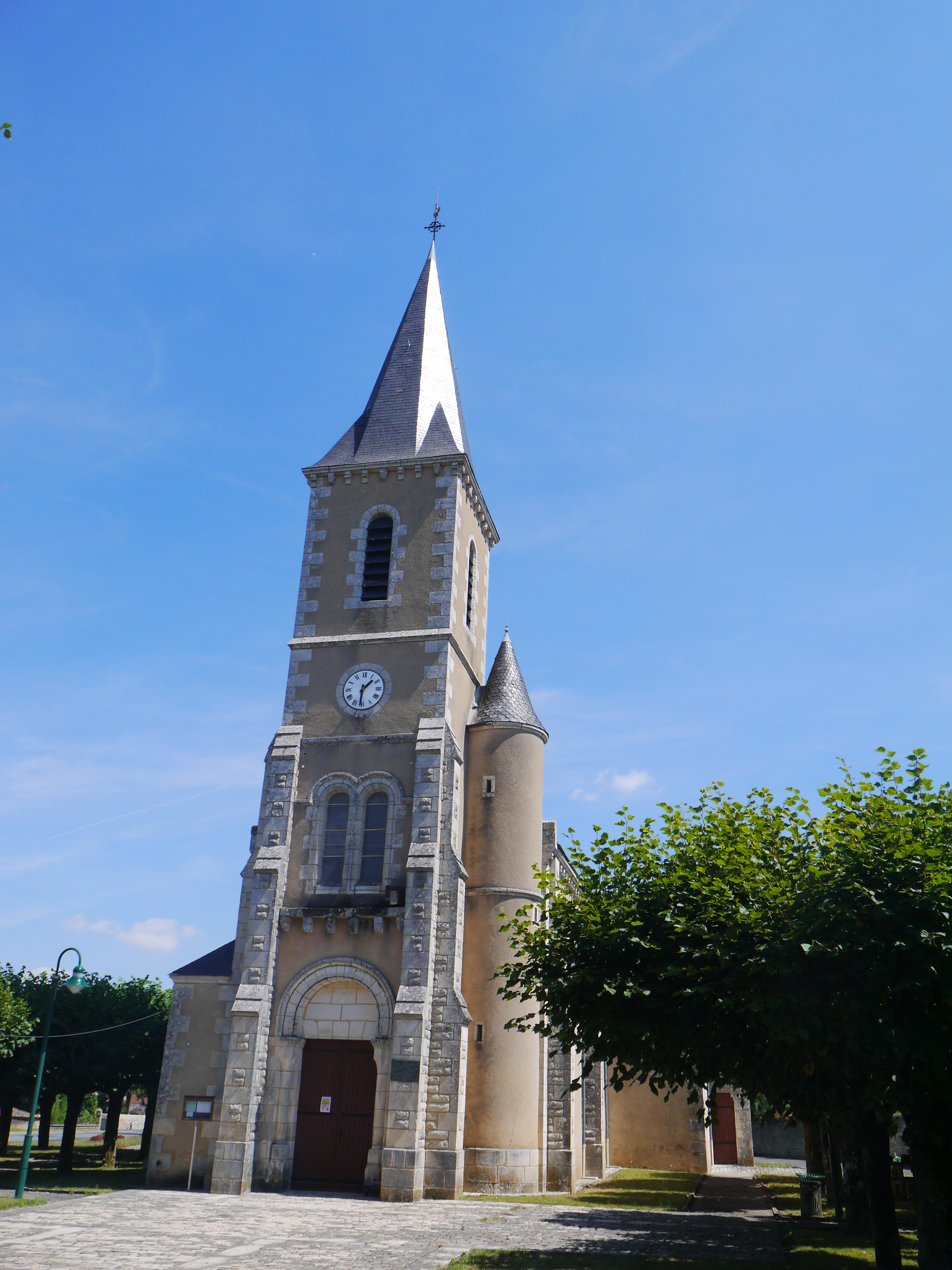
Kirche Saint-Martin